# Тригоноптеры
Тригоноптеры (лат. Trygonoptera) — род хрящевых рыб семейства короткохвостых хвостоколов подотряда Myliobatoidei отряда хвостоколообразных. Являются эндемиками прибрежных вод Австралии. В настоящее время к роду относят 6 видов. Рыбы рода тригоноптеров отличаются от рыб рода уролофов тем, что наружные отверстия ноздрей у них переходят в широкие плоские лопасти, кроме того имеются различия в строении скелета. Это медлительные донные рыбы, которые встречаются от прибрежного мелководья до глубин в верхней части материкового склона. Размер колеблется от 15 до 80 см. Широкие грудные плавники образуют ромбовидный диск, довольно короткий хвост оканчивается хвостовым плавником в форме листа.
Рацион состоит из донных животных, включая мелких беспозвоночных и иногда костистых рыб. Тригоноптеры размножаются яйцеживорождением. Эмбрионы вылупляются из яиц внутри матки матери и питаются желтком, а позднее гистотрофом. У этих скатов на хвосте имеется один или два довольно крупных ядовитых шипа, которые служат для защиты и могут нанести человеку болезненные раны. В целом тригоноптеры не представляют интереса для коммерческого рыболовства.
Название рода происходит от слов др.-греч. τρίγωνον — «треугольник» и греч. πτερόν — «крыло».

## Классификация
- Род Trygonoptera J. P. Müller & Henle, 1841 — Тригоноптеры
  - Trygonoptera galba Last & Yearsley, 2008
  - Trygonoptera imitata Yearsley, Last & M. F. Gomon, 2008
  - Trygonoptera mucosa Whitley, 1939
  - Trygonoptera ovalis Last & M. F. Gomon, 1987
  - Trygonoptera personata — Last & M. F. Gomon, 1987
  - Trygonoptera testacea J. P. Müller & Henle, 1841 — Обыкновенный тригоноптер